# بلچلی پارک
بلچلی پارک (به انگلیسی: Bletchley Park) یک ملک بزرگ روستایی در شهر بلچلی، باکینگهام‌شایر، انگلستان بود که در طول جنگ جهانی دوم به عنوان مرکز اصلی رمزگشایی دولت بریتانیا (GC&CS) مورد استفاده قرار می‌گرفت. این مرکز نقش حیاتی در شکستن کدهای دشمن، به ویژه کدهای ماشین انیگما و لورنز آلمانی، ایفا کرد. اطلاعات به‌دست‌آمده از این فعالیت‌ها، که به «Ultra» معروف بود، نقش مهمی در پیروزی متفقین در جنگ جهانی دوم ایفا کرد. بلچلی پارک در حال حاضر یک موزه است.

## تاریخچه
پیش از آغاز جنگ جهانی دوم، بلچلی پارک متعلق به سر هربرت ساموئل بود. در سال ۱۹۳۸، دولت بریتانیا این ملک را به عنوان مکانی امن و استراتژیک برای فعالیت‌های احتمالی در زمان جنگ خریداری کرد. موقعیت مرکزی آن در بریتانیا و نزدیکی به خطوط تلفن و تلگراف، این مکان را به یک گزینه ایده‌آل برای شنود، رمزگشایی و ارتباطات امن تبدیل کرده بود.

## سازمان و کارکنان
با آغاز جنگ جهانی دوم در سپتامبر ۱۹۳۹، بلچلی پارک به سرعت به مرکز اصلی GC&CS تبدیل شد. در این مکان، تیمی از متخصصان برجسته از سراسر بریتانیا و کشورهای مشترک‌المنافع گرد هم آمدند تا به شکستن کدهای دشمن بپردازند. این تیم شامل ریاضیدانان، زبان‌شناسان، شطرنج‌بازان، متخصصان رمزنگاری، مهندسان و پرسنل نظامی بود. از جمله افراد مشهوری که در بلچلی پارک فعالیت داشتند می‌توان به آلن تورینگ، گوردون ولشمن، جوآن کلارک، بیل توت، مکس نیومن و پیتر هیلتون اشاره کرد.
سازمان بلچلی پارک به بخش‌های مختلفی تقسیم شده بود که هر کدام مسئولیت خاصی را بر عهده داشتند. به عنوان مثال، بخش Hut 8 مسئول شکستن کدهای انیگمای نیروی دریایی آلمان بود، در حالی که بخش Hut 6 مسئول شکستن کدهای انیگمای ارتش و نیروی هوایی آلمان بود.

## شکستن کدهای انیگما
مهم‌ترین و مشهورترین دستاورد بلچلی پارک، شکستن کدهای ماشین انیگما بود. ماشین انیگما یک دستگاه رمزگذاری پیچیده بود که توسط نیروهای مسلح آلمان برای رمزگذاری پیام‌های خود استفاده می‌شد. این دستگاه به‌طور مداوم کدهای جدیدی تولید می‌کرد، و شکستن این کدها نیازمند تلاش‌های فراوان، نوآوری‌های تکنولوژیک و همکاری بین متخصصان مختلف بود. آلن تورینگ و همکارانش با ساخت دستگاهی به نام «بومب» (به انگلیسی: Bombe)، توانستند به‌طور خودکار تنظیمات مختلف انیگما را امتحان کنند و رمز پیام‌ها را پیدا کنند.

## تأثیرات Ultra بر جنگ
اطلاعات به‌دست‌آمده از رمزگشایی پیام‌های انیگما، که تحت عنوان Ultra شناخته می‌شد، تأثیرات بسیار مهمی بر روند جنگ جهانی دوم داشت. این اطلاعات به متفقین کمک کرد تا از برنامه‌ها و حرکات نیروهای آلمانی مطلع شوند و تصمیمات بهتری در میدان نبرد بگیرند. اطلاعات Ultra در نبردهای مهمی مانند نبرد آتلانتیک، نبرد شمال آفریقا، عملیات بارباروسا، نبرد کورسک و آماده‌سازی برای پیاده‌سازی در نرماندی نقش حیاتی ایفا کرد. تخمین زده می‌شود که اطلاعات Ultra باعث کوتاه شدن جنگ به مدت دو سال شده است.

## سایر فعالیت‌ها
علاوه بر شکستن کدهای انیگما، بلچلی پارک در زمینه‌های دیگری نیز فعالیت داشت. این مرکز مسئول شکستن کدهای لورنز، که توسط ستاد فرماندهی عالی آلمان استفاده می‌شد، و همچنین کدهای نیروی دریایی ژاپن بود. همچنین، بلچلی پارک به توسعه روش‌های جدید رمزنگاری و حفاظت از ارتباطات متفقین نیز کمک می‌کرد.

## مخفی نگه‌داشتن فعالیت‌ها
پس از پایان جنگ، فعالیت‌های بلچلی پارک به شدت مخفی نگه داشته شد. دولت بریتانیا نمی‌خواست که دشمنان سابق از توانایی‌های رمزگشایی این مرکز مطلع شوند. بسیاری از کارکنان بلچلی پارک تا سال‌ها بعد در مورد کار خود سکوت کردند و نقش بلچلی پارک در پیروزی متفقین تا دهه‌ها بعد به‌طور عمومی فاش نشد.

## وضعیت کنونی
امروزه، بلچلی پارک به عنوان یک موزه و سایت تاریخی باز است و بازدیدکنندگان می‌توانند در مورد تاریخچه و فعالیت‌های آن در طول جنگ جهانی دوم اطلاعات کسب کنند. این مکان به عنوان نمادی از نبوغ، فداکاری، همکاری و اهمیت اطلاعات در زمان جنگ شناخته می‌شود. بلچلی پارک به عنوان یک مرکز آموزشی نیز فعالیت دارد و برنامه‌هایی برای آموزش رمزنگاری، امنیت سایبری و تاریخ جنگ جهانی دوم برگزار می‌کند.

## میراث بلچلی پارک
میراث بلچلی پارک بسیار فراتر از جنگ جهانی دوم است. فعالیت‌های انجام‌شده در این مرکز، تأثیرات عمیقی بر توسعه علوم کامپیوتر، رمزنگاری و امنیت اطلاعات داشته است. بسیاری از تکنیک‌ها و روش‌هایی که در بلچلی پارک توسعه یافتند، امروزه نیز در این زمینه‌ها مورد استفاده قرار می‌گیرند. بلچلی پارک همچنین الهام‌بخش بسیاری از فیلم‌ها، سریال‌ها و کتاب‌ها بوده است.